# Stenopterus flavicornis
Stenopterus flavicornis es una especie de escarabajo longicornio del género Stenopterus, tribu, Stenopterini, subfamilia Cerambycinae. Fue descrita por Küster en 1846.

## Descripción
Mide 10-15 mm de longitud.

## Distribución
Se distribuye por Albania, Austria, Bosnia y Herzegovina, Bulgaria, Croacia, Grecia, Hungría, Israel, Italia, Jordania, Macedonia, Líbano, República Árabe Siria, Rumania, Serbia, Eslovaquia, Eslovenia, Chequia, Turquía, Ucrania y Yugoslavia.